# 凌井店乡
凌井店乡，是中华人民共和国山西省太原市阳曲县下辖的一个乡镇级行政单位。

## 行政区划
凌井店乡下辖以下地区：
东郭湫村、西郭湫村、大方上村、湾里村、凌井店村、后街村、西头村、蒿子坡村、坡里村、西汉湖村、尧沟村、河村和安塘村。